# Manuel Urrutia Lleó
Manuel Urrutia Lleó (Yaguajay, 8 dicembre 1908 – Queens, 5 luglio 1981) è stato un politico cubano.
Giudice provinciale dal 1928 e membro del tribunale speciale dal 1949, nel 1957 si rifiutò di condannare alcuni prigionieri per reati politici e fu perciò allontanato dalla carica.
Emigrato negli USA, nel 1958 venne proclamato da Fidel Castro presidente in esilio di Cuba; rimpatriato nel 1959, ne divenne presidente provvisorio.
Dopo aspri contrasti con il premier Fidel Castro fu costretto a dimettersi (17 luglio 1959) e a tornare negli USA.